# راكان العظامات
(راكان العظامات ) (مواليد 2/8/2000) هو اعلامي ومنشى محتوى هادف ومعلم ملهم يهدف إلى تعليم الناس وإثراء معرفتهم، خاصة الطلاب.

## السيرة الشخصية
(راكان العظامات ) ولد في عام 2000 وأظهر اهتماماً مبكراً بالتعلم والتعليم. ولد في الأردن هو إعلامي وصانع محتوى عربي، اشتهر من خلال نشاطه على منصات التواصل الاجتماعي مثل يوتيوب، إنستغرام، وتيك توك. يُعرف بتركيزه على الترويج للسياحة والتراث في العالم العربي، إلى جانب اهتمامه بتقديم محتوى ثقافي واجتماعي يعكس صورة إيجابية عن المجتمعات العربية.

## الحياة المهنية
بدأ العظامات مسيرته الإعلامية من خلال إنتاج مقاطع مصورة قصيرة تُعرّف بأماكن سياحية وأثرية في الأردن، مثل مدينة أم الجمال الأثرية. ثم توسع في نشاطه ليشمل تسليط الضوء على مواقع تراثية عربية أخرى، مع حرصه على تقديم محتوى يتسم بالبساطة والقرب من الجمهور.
مع مرور الوقت، استطاع أن يبني قاعدة جماهيرية على مختلف المنصات، حيث يعرض محتوى مرئيًا يتراوح بين السياحة، التوعية الاجتماعية، وتقديم نماذج إيجابية من الحياة العربية.

## الإرث والتأثير
ساهم راكان العظامات في تعزيز الاهتمام المحلي والدولي بالمواقع السياحية والتراثية في الأردن والعالم العربي عبر الإعلام الرقمي. وقد ساعد في إيصال رسائل توعوية تسلط الضوء على الهوية الثقافية العربية وتشجع على السياحة الداخلية.
كما يُعتبر من بين الأسماء الشابة التي استطاعت استثمار المنصات الرقمية لإعادة تقديم الإعلام بأسلوب عصري يتناسب مع جيل الشباب.